# Vető Miklós (filozófus)
Vető Miklós (Budapest, 1936. augusztus 22. – Párizs, 2020. január 8.) magyar származású francia filozófus. 

## Élete és munkássága
Vető Miklós Budapesten született. Kisgyermekkorát Felcsúton töltötte, édesapja gazdálkodó birtokos volt. 1941-ben az édesapjuk öngyilkos lett, édesanyjukat 1944-ben deportálták és egy náci munkatáborban meggyilkolták. Fővárosi nagynénje és nagybátyja fogadták örökbe. 17 évesen katolizál.   Jogi tanulmányait a Szegedi Tudományegyetemen folytatta. 1956-ban a Magyar Egyetemisták és Főiskolások Szövetsége (MEFESZ) egyik alapítója volt. Az 1956-os forradalomban való részvétele miatt el kellett hagynia az országot. Három és fél hónapnyi jugoszláviai tartózkodás után Párizsban kap befogadást.
Az 50-es és 60-as években a Sorbonne-on és Oxfordban tanult filozófiát. Tanított a Marquette és a Yale Egyetemen az Egyesült Államokban, az elefántcsontparti Abidjanban és Franciaországban Rennes-ben és Poitiers-ben. 2005-ben professor emeritus címet szerzett.
Vető Miklós a Magyar Tudományos Akadémia külső tagja volt, a Pázmány Péter Katolikus Egyetem és a Szegedi Tudományegyetem díszdoktora. A francia Katolikus Akadémia tagja volt. 2019-ben megkapta a Magyar Filozófiai Társaság Életmű-díját. 2017-ben a Magyar Érdemrend parancsnoki keresztjével tüntették ki.

### Filozófiai munkássága
Vető Miklós főként vallásfilozófiával és a német idealizmus filozófiájával foglalkozott. Különösen Kant, Hegel és Schelling gondolkodása foglalkoztatta. Emellett tanulmányai jelentek meg a metafizika témakörében is. 

A kérdésre, hogy miért kezdett el filozófiával foglalkozni, egy interjúban így felelt:
"Pályaválasztásomnak volt egy mély, alapvető és egy mulatságos, alkalmi oka. Az alapvető ok az a megtérési élmény volt, amely 1954-ben az érettségiző budapesti fiút megkeresztelt ateistából hívő katolikussá tette. Filozófiával azért kezdtem el foglalkozni – és foglalkozom ma is –, hogy a teremtő és megváltó Istent és a világot, amelyet teremtett és megváltott, jobban megérthessem én magam, és magyarázhassam másoknak fogalmi eszközökkel. Az alkalmi ok pedig, hogy amikor a forradalom után menekültként Párizsba kerültem, a Sorbonne-on haboztam, hogy történelem (vallástörténet) vagy filozófia szakra iratkozzam be. Miután rossz latinista voltam, és a latinvizsga a filozófia szakon könnyebbnek ígérkezett, a filozófiát választottam."

## Művei

### Magyarul megjelent művei
- Simone Weil vallásos metafizikája; ford. Bende József; L'Harmattan, Bp., 2005 (A filozófia útjai)
- A teremtő Isten. Vallásfilozófiai tanulmányok; ford. Kiss Dávid, Szabó Zsigmond, Veresegyházi Nóra; Kairosz, Bp., 2011
- Jonathan Edwards gondolatvilága; ford. Förköli Gábor, Koncz Hunor Attila; Károli Gáspár Református Egyetem–L'Harmattan, Bp., 2019 (Károli Könyvek. Monográfia)
- Isten és ember. Válogatott filozófiai tanulmányok; Szent István Társulat, Bp., 2021
- Budapestől Párizsig, 1936-1957. És a következő hatvan év eseményei; ford. Vető István; Szt. István Társulat, Bp., 2022

### Francia nyelven megjelent művei
- La Métaphysique religieuse de Simone Weil (Párizs, 1971, több utánkiadás); angolul: The Religious Metaphysics of Simone Weil; lefordították olasz és japán nyelvre is
- F. W. J. Schelling: Stuttgarter Privatvorlesungen (Torinó, 1973, németül)
- Le fondement selon Schelling (Párizs, 1977, második kiadás 2002-ben)
- La pensée de Jonathan Edwards (Párizs, 1987); angolul: The Thought of Jonathan Edwards
- Études sur L'idéalisme Allemand (Párizs, 1988)
- De Kant à Schelling (Grenoble, németül is megjelent)
- Le mal (Párizs, 2000)
- Fichte. De L'Action à L'Image (Párizs, 2001)
- La naissance de la volonté (Párizs, 2002, portugálul is megjelent)
- Philosophie et religion (Párizs, 2006)
- Nouvelles études sur L'Idealisme Allemand (Párizs, 2009)
- Gabriel Marcel (Párizs, 2014)
- De Whitehead à Marion (Párizs, 2015)
- Pierre de Bérulle (Párizs, 2016)
- La volonté selon Fénelon

Könyvei mellett mintegy 400 közleménye jelent meg folyóiratokban.

### Magyarul megjelent tanulmányai
- A Karizmatikus Megújulás. In: Vigília, 52. évfolyam 6. szám (1987. június), 438-442. oldal